# Tandem (Hip-Hop-Gruppe)
Tandem ist eine französische Hip-Hop-Gruppe aus Aubervilliers im Département Seine-Saint-Denis im Norden der Pariser Banlieue. Die Zweiergruppe (vgl. Tandem) besteht aus Mac Tyer (alias Socrate) und Mac Kregor.

## Bandgeschichte
Sie haben gemeinsam drei Alben veröffentlicht, wobei ihr letztes (C’est toujours pour ceux qui savent, erschienen 2005) das erfolgreichste war. Es erreichte die Top 20 der französischen Album-Charts und verkaufte sich über 50.000 Mal. Im Jahr 2006 veröffentlichten beide Mitglieder jeweils ein Soloalbum: Mac Kregor konnte Insurrection auf Platz 65 der französischen Album-Charts platzieren, Socrate aka Mac Tyers Le général erreichte Platz 28.

## Diskografie

### Singles
- La trilogie (2005)

### Alben
- Ceux qui le savent m’écoutent (2001)
- Tandematique modèle vol. 1 (2004)
- C’est toujours pour ceux qui savent (2005)